# フィラントトキシン
フィラントトキシン（philanthotoxin）類は、オオツチスガリモドキ（Philanthus triangulum）の毒液の成分である。フィラントトキシン類はポリアミン系毒素であり、これらはカリバチやクモの毒液から単離される毒素の一群であり、ただちにしかし可逆的に獲物を麻痺させる。δ-フィラントトキシン（PhTX-433）は毒素から精製できる最も活性のあるフィラントトキシンである。PhTX-433はニコチン性アセチルコリン受容体（NAChRs）およびイオンチャネル型グルタミン酸受容体を含む興奮性神経伝達物質イオンチャネルを遮断することによって機能する。フィラントトキシン類はのIC50値はアナログや受容体サブユニットの構成によって変動があるものの、イナゴの脚筋に自然に発現しているiGluR AMPA受容体にたいするPhTX-433のIC50値は18 μM、ラットのnAChRsに対するIC50値は1 μMである。

## 作用機序
フィラントトキシン類はAMPA（キスカル酸受容体とも）、カイニン酸、およびNMDA型イオンチャネル型グルタミン酸受容体を可逆的に阻害する。フィラントトキシン類は疎水性の芳香族頭部と親水性のポリアミン尾部を有し、これがイオンチャネル内に結合することによってiGluRsの阻害を可能としている。阻害は外部のアロステリックなポリアミン結合部位への結合を介しても起こるかもしれない。iGluRsのサブユニット構成はフィラントトキシン類の有効性に強い影響を与える。例えば、GluA2サブユニットを欠くAMPA受容体はPhTX-433に対して高い感受性を示すが、GluA2サブユニットを含む受容体はほぼ完全に非感受性である。加えて、PhTX-433はオープン型コンホメーションをとっているイオンチャネルを非競合的に遮断することによって脊椎動物と昆虫のnAChRsを主に阻害する。

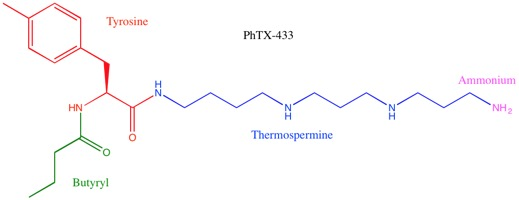
フィラントトキシン類は様々な有効性およびサブユニット選択性を有する非常に多様な合成アナログを作るために編集可能な4つの異なる部位を持つ。4-3-3は尾部（テルモスペルミン）における窒素原子を隔てるメチレンの数を記述する。

## 単離と合成
PhTX-433は1988年にEldefrawiらによって構造決定、合成された。PhTX-433は強力な受容体サブタイプ選択性を持たないため、医薬品候補として様々なアナログが合成されてきた。フィラントトキシン類は変更可能な4つの異なる領域を有する（右図）。ポリアミン鎖中の窒素の数が合成アナログ間でも最も一般的な差異である。最も一般的に合成、研究されたアナログはPhTX-343であり、これはPhTX-433と似た性質を有する。

## 使用
低ナノモーラーおよびピコモーラーの範囲のIC50値を持つアナログが同定され、研究されてきた。精密な受容体サブタイプ選択性の可能性と組み合わせると、フィラントトキシン類はnAChRsおよびiGluRsに対する極めて強力で選択的な阻害剤として使用できるだろう。グルタミン酸はヒトの脳における主要な興奮性神経伝達物質であり、てんかんといった神経学的障害やハンチントン病といった神経変性疾患の介在に結び付けられてきた。したがって、抗てんかん薬、筋弛緩薬、虚血脳傷害およびもしかすると神経変性から保護するための薬剤としてのiGluRアンタゴニストの治療法開発に大きな関心が寄せられている。加えて、nAChRsは昆虫における主要な興奮性神経伝達物質依存性イオンチャネルであるため、フィラントトキシン類は殺虫剤としても開発できるかもしれない。